# Nhanda
Nhanda är ett australiskt språk med ett okänt antal talare. Nhanda talas i Väst-Australien. Nhanda tillhör de pama-nyunganska språken.